# Vela en los Juegos Bolivarianos de Playa: Snipe
La clase Snipe ha sido embarcación de competición de vela ligera de dos tripulantes en los Juegos Bolivarianos de Playa desde la primera edición en 2012, en categorías open y mixto.

## Resultados
| Evento                                                 | Oro                                      | Plata                                   | Bronce                                |
| ------------------------------------------------------ | ---------------------------------------- | --------------------------------------- | ------------------------------------- |
| Yacht Club Peruano 2012 Snipe open                     | Javier Arribas Franco D’ Angelo          | Marcos Alberto Fuentes Carolina Vergara | Juan José Ferretti Édgar Diminich     |
| Club Regatas Lima 2014 Snipe open                      | Marx Chirinos Carlos Aguirre             | Édgar Diminich Jaime Santos             | Jesús Alberto Bailón Iberth Constante |
| Complejo Deportivo Cavancha de Iquique 2016 Snipe open | Tony Poncell Millaray S. Briceno Saldias | Fernando Correa Alejandro Zapata        | David Gonzales Carlos Aguirre         |

- Datos: Q28502999